# Capelle-lès-Hesdin
Capelle-lès-Hesdin és un municipi francès situat al departament del Pas de Calais i a la regió dels Alts de França. L'any 2007 tenia 449 habitants.

## Demografia

### Població
El 2007 la població de fet de Capelle-lès-Hesdin era de 449 persones. Hi havia 162 famílies de les quals 32 eren unipersonals (16 homes vivint sols i 16 dones vivint soles), 59 parelles sense fills, 67 parelles amb fills i 4 famílies monoparentals amb fills.
La població ha evolucionat segons el següent gràfic:
Habitants censats

### Habitatges
El 2007 hi havia 190 habitatges, 164 eren l'habitatge principal de la família, 23 eren segones residències i 3 estaven desocupats. Tots els 189 habitatges eren cases. Dels 164 habitatges principals, 126 estaven ocupats pels seus propietaris i 39 estaven llogats i ocupats pels llogaters; 2 tenien dues cambres, 26 en tenien tres, 41 en tenien quatre i 96 en tenien cinc o més. 157 habitatges disposaven pel capbaix d'una plaça de pàrquing. A 65 habitatges hi havia un automòbil i a 84 n'hi havia dos o més.

### Piràmide de població
La piràmide de població per edats i sexe el 2009 era:
| Homes | Edats   | Dones |
| ----- | ------- | ----- |
| 0     | 95 o +  | 0     |
| 0     | 90 a 94 | 0     |
| 0     | 85 a 89 | 4     |
| 4     | 80 a 84 | 0     |
| 8     | 75 a 79 | 4     |
| 8     | 70 a 74 | 12    |
| 16    | 65 a 69 | 12    |
| 4     | 60 a 64 | 8     |
| 0     | 55 a 59 | 8     |
| 4     | 50 a 54 | 4     |
| 16    | 45 a 49 | 12    |
| 8     | 40 a 44 | 20    |
| 24    | 35 a 39 | 8     |
| 12    | 30 a 34 | 28    |
| 16    | 25 a 29 | 8     |
| 8     | 20 a 24 | 8     |
| 32    | 15 a 19 | 28    |
| 16    | 10 a 14 | 8     |
| 28    | 5 a 9   | 12    |
| 28    | 0 a 4   | 20    |

## Economia
El 2007 la població en edat de treballar era de 279 persones, 190 eren actives i 89 eren inactives. De les 190 persones actives 175 estaven ocupades (102 homes i 73 dones) i 15 estaven aturades (10 homes i 5 dones). De les 89 persones inactives 22 estaven jubilades, 32 estaven estudiant i 35 estaven classificades com a «altres inactius».

### Ingressos
El 2009 a Capelle-lès-Hesdin hi havia 163 unitats fiscals que integraven 445 persones, la mediana anual d'ingressos fiscals per persona era de 15.738 €.

### Activitats econòmiques
Dels 11 establiments que hi havia el 2007, 6 eren d'empreses de construcció, 2 d'empreses de comerç i reparació d'automòbils, 1 d'una empresa d'hostatgeria i restauració i 2 d'empreses classificades com a «altres activitats de serveis».
Dels 6 establiments de servei als particulars que hi havia el 2009, 2 eren paletes, 2 guixaires pintors, 1 lampisteria i 1 electricista.
L'any 2000 a Capelle-lès-Hesdin hi havia 8 explotacions agrícoles.

## Equipaments sanitaris i escolars
El 2009 hi havia una escola elemental integrada dins d'un grup escolar amb les comunes properes formant una escola dispersa.

## Poblacions més properes
El següent diagrama mostra les poblacions més properes.